# Operaparken
Operaparken er en park beliggende på den sydlige del af Dokøen i København. Parken blev anlagt ovenpå et underjordisk parkeringshus, der blev opført i 2023 med plads til 200 biler samt cykelparkering.

## Parkens design og beplantning
Parkens design er inspireret af romantiske haveanlæg fra tidligere tider og rummer en mangfoldighed af bevoksning. Her vokser træer og planter fra Danmark, Norden og Amerika. Arkitektfirmaet COBE har stået for designet af parken, der – ligesom selve Operaen – er finansieret af A. P. Møller Fondene.

## Servicebygning og faciliteter
I parkens midte ligger en kombineret café- og servicebygning, der også fungerer som nedgang til parkeringshuset. I trapperummet står et 12 meter højt ficus-træ. Mellem servicebygningen og Operaen er der en overdækket gang, så gæster kan gå i tørvejr frem til forestillinger.